# Carex qingliangensis
Carex qingliangensis är en halvgräsart som beskrevs av D.M.Weng, H.W.Zhang och S.F.Xu. Carex qingliangensis ingår i släktet starrar, och familjen halvgräs. Inga underarter finns listade i Catalogue of Life.